# Paolo d’Allio
Paolo d’Allio, auch Paolo d’Aglio oder Johann Paul Allio (* 1655 in Scaria; † 6. Februar 1729 ebenda) war ein lombardischer Stuckateur, der hauptsächlich in Bayern und Österreich wirkte.

## Leben
Paolo d’Allio arbeitete schon 1681 als selbständiger Meister im Carlone-Trupp auf der Dombaustelle in Passau. 1695 wechselte die Werkstatt der Carlone und Allio in die Oberpfalz, und Paolo d’Allio und sein Cousin Diego Francesco Carlone übernahmen Arbeiten in Amberg. Die fruchtbare Zusammenarbeit der beiden hielt in den nächsten Jahrzehnten an. Von 1705 bis 1709 arbeiteten die beiden vorwiegend im Hochstift Salzburg. Nach 1723 zog sich Paolo d’Allio völlig nach Scaria zurück.

## Familie
In den Wintermonaten kehrte Allio meist nach Scaria zurück, wo er 1679 Domenica Carloni, die Tochter von Sebastiano Carloni, heiratete. Die beiden hatten fünf Kinder: Caterina Francesca (* 1677/80), Maria Maddalena (* 1689), die beiden späteren Stuckateure Giovanni Battista d’Allio (* 1690) und Sebastiano Domenico d’Allio (* 1697).

## Werke
Chronologisch sortierte Liste seiner Werke:
- 1681: Passau, Kuenburgischer Kanonikalhof, zwei Säle und vier Zimmer, Stuckdekoration
- 1681–1688 (alle Arbeiten bis 1704): Passauer Dom, zusammen mit Giovanni Battista Carlone
- 1687/88: Passau, ehemalige Hofkapelle, Innendekoration, nicht erhalten
- 1688–1690: Wallfahrtskirche Gartlberg bei Pfarrkirchen, Chorgewölbe und Hochaltar, Stuckmarmoraltar
- 1690: Vöcklabruck, Ägidiuskirche, Altäre
- 1694: Stift Reichersberg, Sommerrefektorium
- um 1696: Kloster Waldsassen, Abteikirche
- 1696–1698: Amberg, Kloster St. Augustinus, 17 Zimmer und Zellen, zusammen mit G. P. Camuzzi
- um 1700: Paulanerkloster Amberg, Refektorium
- 1701–1705: Karmelitenkloster Straubing, zum Teil erhaltene Innendekoration, zwei Altäre
- um 1702: Amberg, Weinzierlische Kapelle, zusammen mit Giovanni Battista Carlone
- 1702 bis 1704: Amberg, Wallfahrtskirche Maria Hilf, Dekoration des Langhausgewölbes, der Seitenkapellen und des Singchores
- 1705/06–1715: Salzburg, Kollegienkirche, Gesamtdekoration, zusammen mit Diego Francesco Carlone
- 1707: Rattenberg, Augustiner-Serviten-Kirche, Chorgewölbe, Ecce-Homo-Kapelle, Altäre, Kanzel, Bibliothek
- 1708 bis 1710: Salzburg, Schloss Kleßheim
- 1709: Salzburg, Pfarrkirche Mülln, Sakristei der ehemaligen Augustiner-Eremiten-Klosterkirche
- 1709: Stift Lambach, Gruftkapelle des Klosters, Altar, nicht erhalten
- 1710–1715: Linz, Karmelitenkirche
- 1712–1715: Lambach, Stiftskirche, Hochaltarbekrönung und Tabernakel
- 1715: Passau, Dom, zwei Orgelchöre im Querhaus, im 19. Jh. beseitigt
- 1715: Passau, Figur der Johann Nepomuk beim Aufgang zum Bischofsoratorium
- um 1716: Alte Residenz Passau, Zengerhoftrakt, Audienz Zimmer und Antikamera; Ausstuckierung der Hofkapelle
- 1716/17: Passau, Augustinerchorherrenstift St. Nikola, zusammen mit Giovanni Battista d’Allio
- 1717/18: Stift St. Florian, drei Zimmer, Kapelle im neuen Konventflügel
- vor 1718: Jesuitenkolleg Passau, Treppenhaus
- 1718: Schloss Thyrnau, Saal, vier Zimmer, eventuell zusammen mit Giovanni Battista d’Allio
- 1721: Stift Kremsmünster, Stiftskirche, Wintersakristei, eventuell zusammen mit Diego Francesco Carlone
- 1721: Wels, Palazzo Tilly, Zimmer
- 1721/22: Linz, Deutschordenskirche und Treppenhaus sowie Vestibül der Kommenden, Stuck unter Oberleitung von Johann Lucas von Hildebrandt